# Nemoleontinae
Nemoleontinae is een onderfamilie van netvleugelige insecten die behoort tot de familie mierenleeuwen (Myrmeleontidae). 

## Taxonomie
Er zijn 30 geslachten die verdeeld zijn in geslachtsgroepen (tribus), onderstand een lijst van geslachten en geslachtengroepen.
Onderfamilie Nemoleontinae 

- Tribus Creoleontini
  - Geslacht Creoleon
  - Geslacht Exiliunguleon
- Tribus Delfimeini
  - Geslacht Delfimeus
- Tribus Distoleontini
  - Geslacht Banyutus
  - Geslacht Deutoleon
  - Geslacht Distoleon
  - Geslacht Distonemurus
  - Geslacht Dolicholeon
  - Geslacht Feinerus
  - Geslacht Nefeirus
  - Geslacht Weeleus
- Tribus Macronemurini
  - Geslacht Geyria
  - Geslacht Macronemurus
  - Geslacht Mesonemurus
  - Geslacht Yunleon
- Tribus Nemoleontini
  - Geslacht Nemoleon
- Tribus Neuroleontini
  - Geslacht Lardus
  - Geslacht Neuroleon
  - Geslacht Graonus
  - Geslacht Gymnoleon
  - Geslacht Noaleon
  - Geslacht Salvasa
  - Geslacht Suca
  - Geslacht Quinemurus
- Tribus Pseudoformycaleontini
  - Geslacht Ganguilus
  - Geslacht Nicarinus
  - Geslacht Pseudoformicaleo
  - Geslacht Vinga